# 당돌하게 이집트 신
당돌하게 이집트 신(일본어: とーとつにエジプト神, Oh, Suddenly Egyptian God)은 일본 스튜디오 타이푼 그래픽스가 제작한 일본 오리지널 넷 애니메이션(ONA) 시리즈이다. 이 애니메이션은 이집트 신화와 유카가 그린 오리지널 캐릭터 디자인을 기반으로 한다. 그의 일러스트는 일본 SNS에서 인기를 얻었으며 단순하고 귀여운 디자인으로 유명하다. 프론티어 웍스에서 캐릭터를 바탕으로 한 그림책이 출판되었다. 첫 번째 시즌은 2020년 12월 7일에 방영되기 시작하여 2021년 2월 8일까지 방영되었다. 두 번째 시즌은 도쿄 MX에서 2023년 1월 11일부터 3월 15일까지 방영되었다.